# سان ماورو مارکساتو
سان ماورو مارکساتو (به ایتالیایی: San Mauro Marchesato) یک کومونه در ایتالیا است که در استان کروتون واقع شده‌است. سان ماورو مارکساتو ۴۵ کیلومتر مربع مساحت و ۱٬۰۰۲ نفر جمعیت دارد و ۲۸۸ متر بالاتر از سطح دریا واقع شده‌است.